# درز کامی
دَرز کامی یک درز (raphe) در سق انسان و حیوانات است که از جلو تا عقب کام ادامه دارد.
درز کامی از زبان کوچک در عقب آغاز می‌شود و به پاپی ثنایایی در نزدیکی دندان‌های نیش در جلو ختم می‌شود.